# Шибари

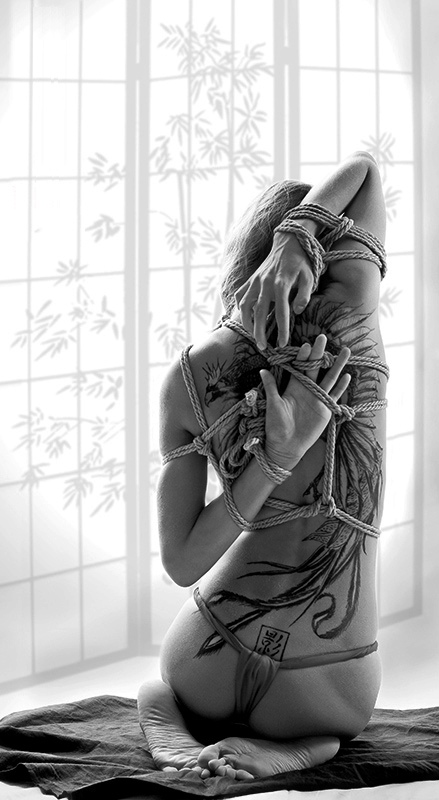
Обвязка сибари «Теппо», выполненная Nawashi Shadow

Шибари или сибари, также кимбаку — японское искусство ограничения подвижности тела человека (бондажа) при помощи верёвок, которое определено техническими и эстетическими принципами. Практика требует соблюдения техники безопасности, мастерства от риггера и доверия, умения расслабляться от модели. Помимо технического аспекта сибари обладает чувственной, эстетической и эротической составляющими. Обычный инструмент для связывания — натуральная либо синтетическая верёвка. Практика не имеет половых ограничений.

## Этимология
Слово «сибари» (яп. 縛り) — отглагольное существительное от глагола «сибару» (яп. 縛る, «связывать, привязывать; хватать, арестовывать»), онное чтение «баку», в сочетании с иероглифом «кин» (яп. 緊, «сильно, туго») — кимбаку (яп. 緊縛). Термин «сибари» является общепринятым в мировом сообществе, в Японии более популярен термин кимбаку, хотя встречаются оба.

## История

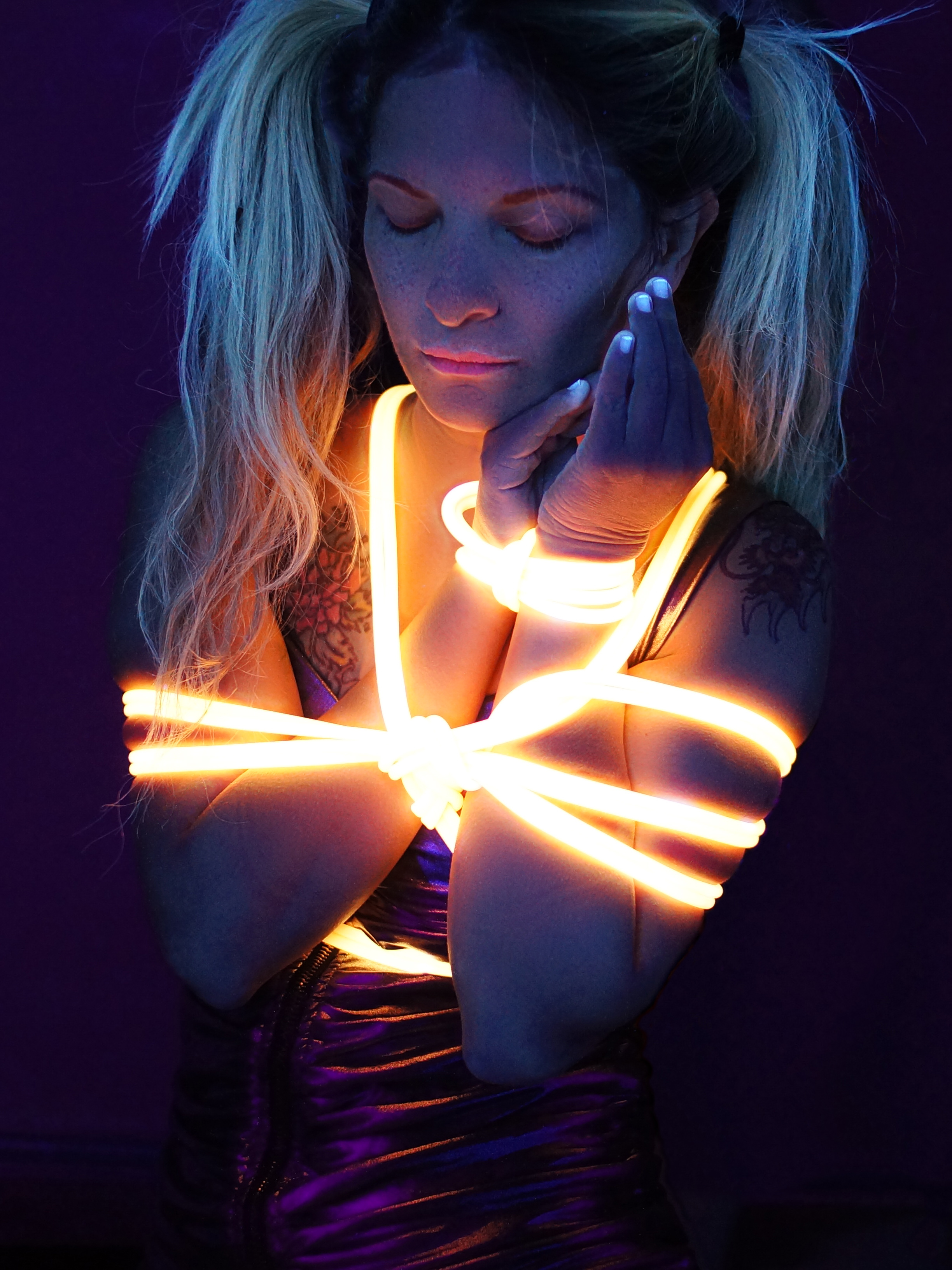
Сибари при помощи люминесцентных веревок.

Сибари как техника связывания восходит к техникам боевого связывания ходзё-дзюцу, возникшим в Японии в XV—XVI веках, однако в качестве эстетико-эротической практики сибари сформировалось только к середине XX века. К этому времени относится появление в послевоенной Японии шоу в стиле театра Кабуки, специализировавшихся на эстетическом связывании. Для постановок «театра сибари» были характерны высочайшая сложность обвязок, сочетающаяся с унаследованной от Кабуки театральностью действа. В представлениях использовались как древние обвязки, сохранившиеся в составе ходзё-дзюцу в ряде школ боевых искусств, так и разработанные относительно недавно и ориентированные на показательные выступления. В наши дни сибари применяется в эротико-эстетическом искусстве и как составная часть сибари-шоу, в качестве його-практик для расслабления и отдыха, а также является предком бондажа, который, в свою очередь, является одной из основных составляющих БДСМ.

## Типы веревок
Используют верёвки двух типов: искусственные (синтетические) и специально обработанные натуральные. Из натуральных наибольшей популярностью пользуются трёхпрядные верёвки из джута, так как они наиболее прочные, не обжигают кожу, легко развязываются, а также используют хлопковые, бамбуковые, льняные, пеньковые. В отличие от натуральных веревок, синтетические более прочные, имеют яркие цвета, но при неумелом обращении могут оставлять ожоги.
Мастера связывают верёвками трёх диаметров: 4, 6 и 8 мм. Выбор зависит от предпочтений мастера и способа применения (подвес или работа на полу). 6 мм являются универсальными и широко используется японскими наваши. Традиционная длина верёвки — 7-8 метров на практике это примерно три полных размаха рук взрослого человека, однако в США распространена длина верёвки 30 футов, это почти 10 метров. Толщина верёвки менее 6 мм приводит к тому, что она впивается в кожу и доставляет модели дискомфорт, в отдельных случаях приводит к травмам и даже может нести угрозу для жизни.

## Отличительные особенности
Для сибари как разновидности бондажа характерны следующие отличительные особенности:
- повышенная эстетичность обвязок, ориентирование на визуальное восприятие;
- при разработке и выполнении обвязок особое внимание уделяется анатомическому строению объекта бондажа;
- в абсолютном большинстве случаев используется неболевое (комфортное) связывание;
- в сибари используются в основном верёвки;
- в большинстве случаев обвязки сибари отличаются высокой сложностью, требуют от исполнителя особых навыков и занимают много времени на выполнение;
- ряд обвязок (особенно подвешивание) требует от исполнителя предельной осторожности и внимания к партнёру (в частности, во избежание удушения или пережатия необходимых для жизнедеятельности артерий).

## Некоторые обвязки сибари
- Карада — «тело», обвязка торса или тела, чаще всего в виде сетки.
- Синдзю — обвязка груди, напоминающая верёвочный бюстгальтер.
- Эби — «креветка», изначально использовалось в качестве пытки: характерная коленопреклоненная поза вызывает мучительные боли в случае длительного пребывания.
- Хиси — «алмаз», любая обвязка, в которой присутствует узор в форме ромба (кристалл алмаза), часто встречается в хентае и графике.
- Теппо — «ружье», обвязка, когда одна рука поднята вверх и согнута в локте (кисть за головой) и привязана ко второй руке, которая согнута в локте снизу за спиной — образуется характерная диагональ.